# ボードゲーム

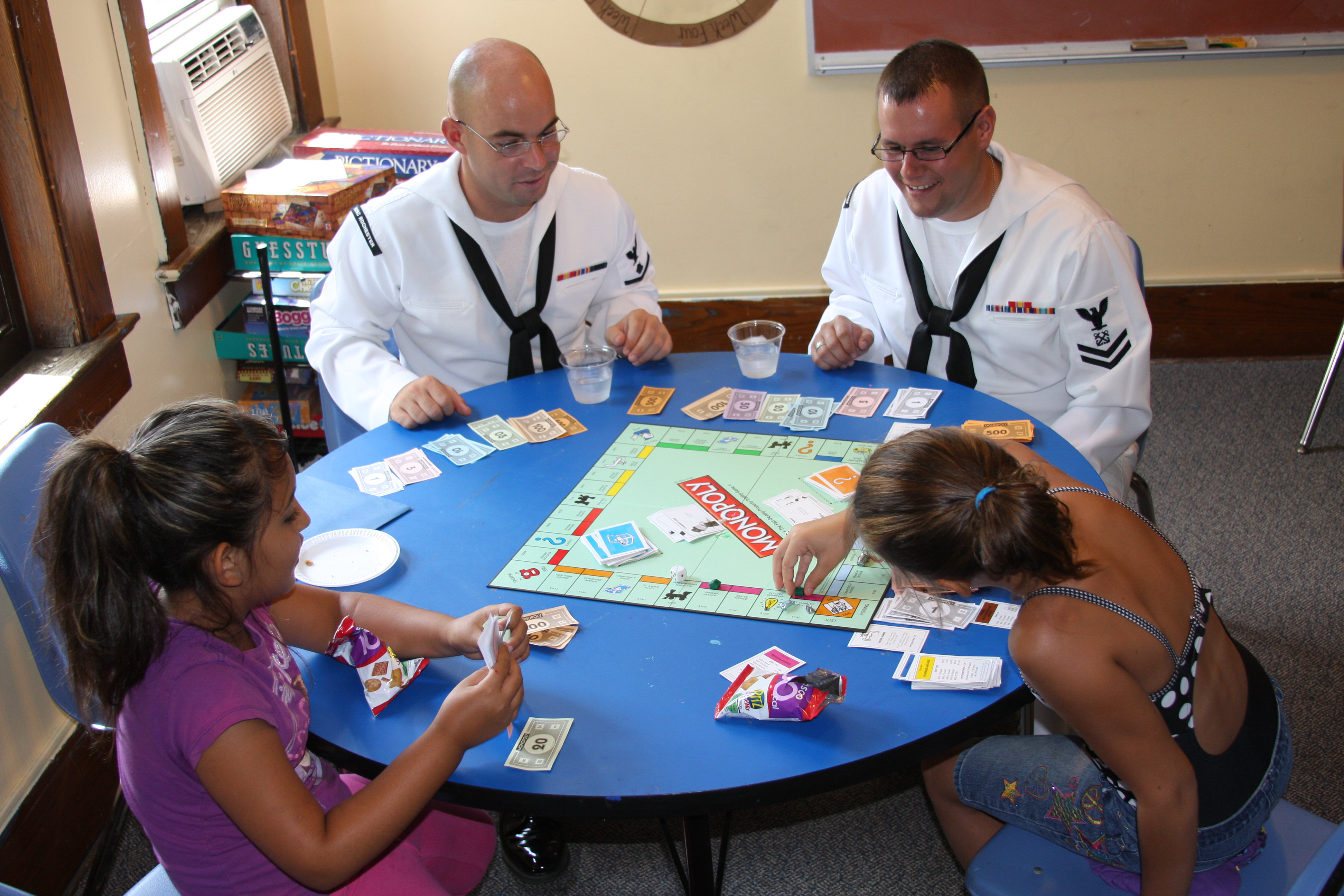
アメリカの『モノポリー』は多くの言語に翻訳され、多くの国で発売されている。

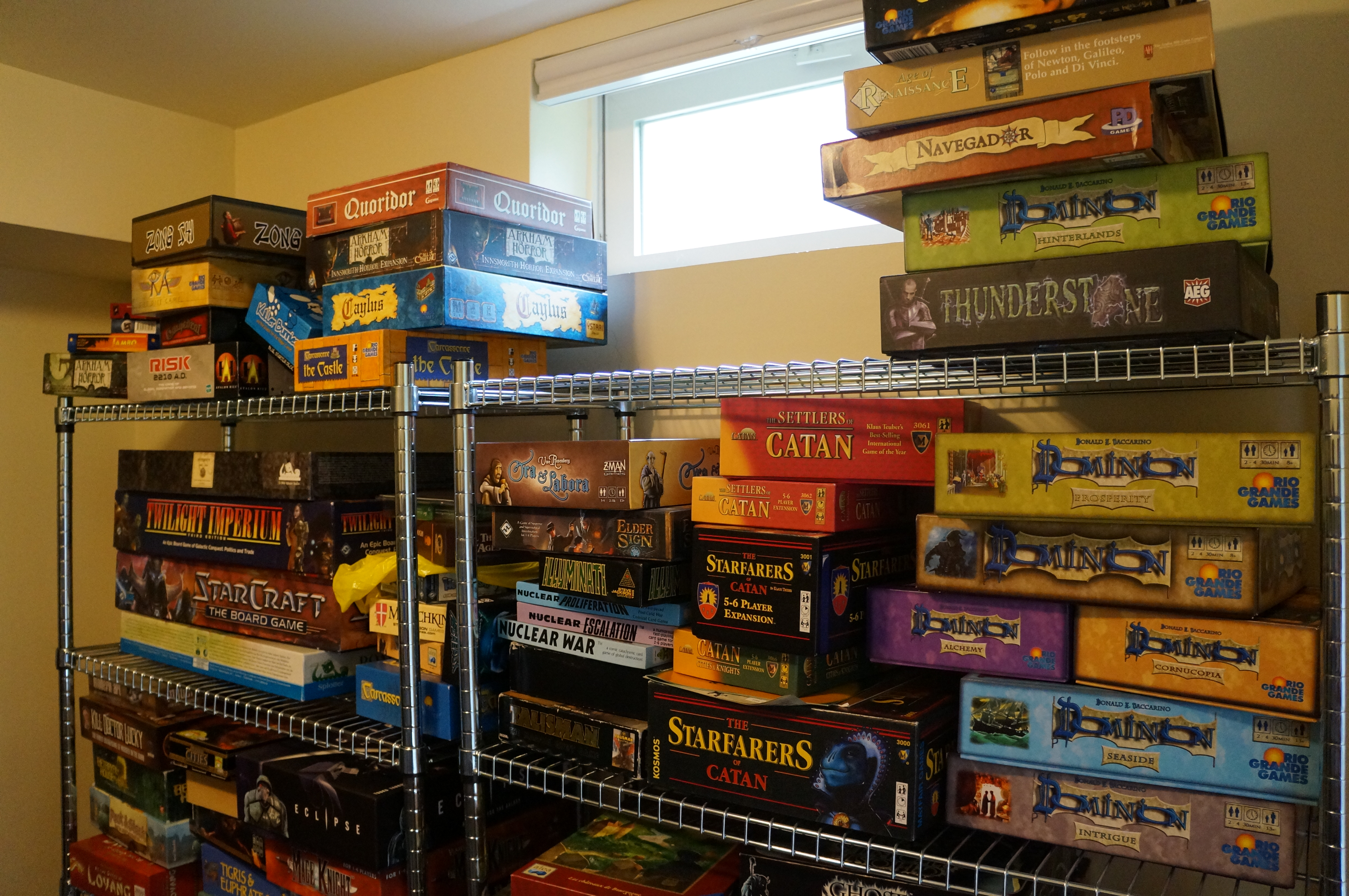
ボードゲームの箱（北米のボードゲーム群）

ボードゲーム（board game）とは、専用のボード（盤）上で駒（石とも言う）を置く、動かす、取り除くなどして遊ぶゲームの総称。盤上ゲーム、盤上遊戯とも呼ばれる。また、「ボドゲ」と略されることもある。

## 概要
玩具屋等の店頭では、いわゆるアナログゲーム・テーブルゲーム全般をボードゲームとして販売していることもあるが、一般的なゲームの分類では、特定のボード上に駒や石を置くことで局面を表現するゲームを指す。なお、ボードゲーム以外のアナログゲームとしては、カードゲーム（トランプ、UNOなど。手持ちのカードによって局面が決まる点がボードゲームとは異なる）、タイルゲーム（麻雀、ドミノなど。本質的にはカードゲームと同様で手牌によって局面が決まる点がボードゲームとは異なる）、ダイスゲーム（丁半、チンチロリンなど）、立体ゲーム（ジェンガ、黒ひげ危機一発など）などがある（詳しくはテーブルゲームを参照）。
ボードゲームは、ゲームの特徴や歴史的な変遷に基づいて、一般的に次の5つに分類される。
1. 競走ゲーム - サイコロなどを使って盤上の駒を動かしていき、どちらが先にゴールに到達できるかを競う。すごろく、バックギャモンなど。
2. 捕獲ゲーム - 盤上で駒を動かして相手の駒を捕獲していき、相手の駒の全滅させたり特定の駒（キングなど）を追い詰めたりすることを競う。チェッカー（ドラフツ）、チェス、シャンチー、将棋など。
3. 包囲ゲーム - 盤上の相手の駒を取り囲むことで捕獲したり勢力を広げたりすることを競う。囲碁、オセロ（リバーシ）など。
4. 配列ゲーム - 盤上に駒を特定の形で並べることを競う。連珠（五目並べ）、ナイン・メンズ・モリスなど。
5. マンカラ - 種蒔きと呼ばれる方法で盤上の穴から穴へと駒を動かしていき、最終的に取った駒の数などを競う。オワリ、スンカ（英語版）など。

もっとも、5種類のゲームが完全に峻別されているわけではない。例えば、キツネとガチョウではキツネ側は捕獲を目指すがガチョウ側は包囲を目指すといった具合に、複数の要素が融合したゲームも存在している（なお、キツネとガチョウは歴史的経緯から包囲ゲームに分類されることが多い）。また、サイコロを使用するがゴールではなく資産のやり取りを目的にしたモノポリーのように、伝統的な分類が当てはまらない新たなゲームが次々と登場している。
定期的に大会が開催されてきた伝統的ボードゲームとしては、バックギャモン、チェッカー（ドラフツ）、チェス、シャンチー、将棋、囲碁、オセロ（リバーシ）、連珠（五目並べ）、オワリ（マンカラ）などがある。このうち、ワールドマインドスポーツゲームズでは、チェッカー（ドラフツ）、チェス、シャンチー、囲碁の4つのボードゲームが採用され、マインドスポーツオリンピアードのデカメタロンでは、バックギャモン、チェッカー（ドラフツ）、チェス、囲碁、オセロ（リバーシ）の5つのボードゲームが採用された。
一般的なボードゲームでは、ボード上に全ての情報が表示されていることから大抵はゲーム理論における完全情報ゲームに該当し、なかでも伝統的なボードゲームは二人零和有限確定完全情報ゲームに該当するものが多い。ただし、例外として競走ゲームはサイコロを使うため通常は確定の条件を満たさない。

## 歴史

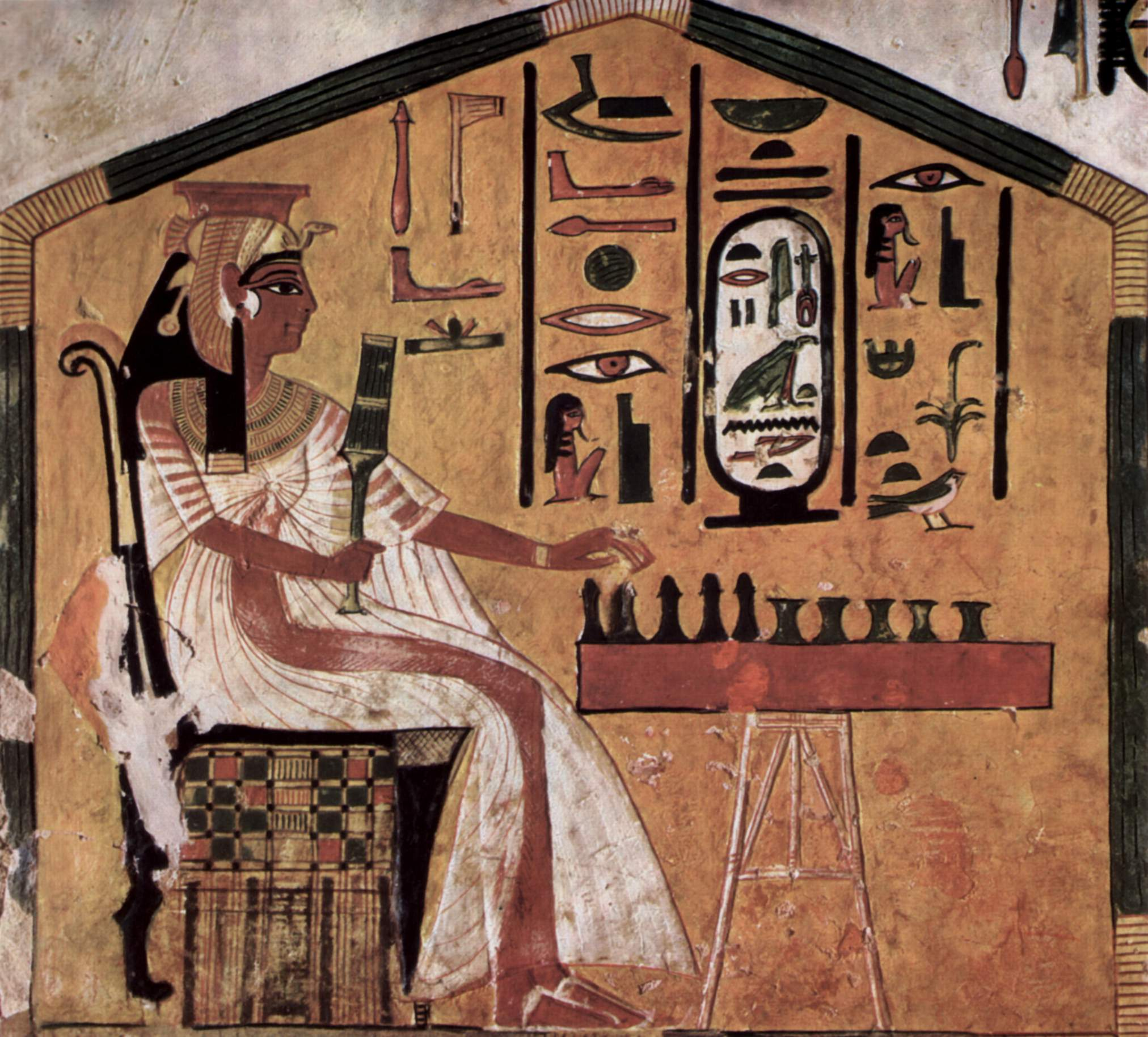
セネトをするネフェルタリ（BC1298-1235 頃）

480年に東ローマ帝国皇帝ゼノンが興じた時の盤の記録

ボードゲームの歴史は、遺跡の発掘品によって、少なくとも紀元前3000年以前まで遡ると推定されている。最古のボードゲームは競走ゲームであったと考えられている。
これまでに発掘されている中で最古のボードゲームは、紀元前3500年頃および紀元前3100年頃の古代エジプトの遺跡から発見された競走ゲームのセネトである。セネトに類似するゲームは、その後も世界各地で見つかっており、紀元前3000年頃の現在のイラン南東部の都市シャフレ・ソフテの遺跡からも発掘されているほか、中国では雙陸、日本では盤双六と言う名前で伝わり、日本では人々のあまりの熱中ぶりに権力者がプレイを禁止したほどだったという。セネトは東ローマ帝国でタブラとなり、イギリスでバックギャモンと呼ばれるようになったと考えられている。

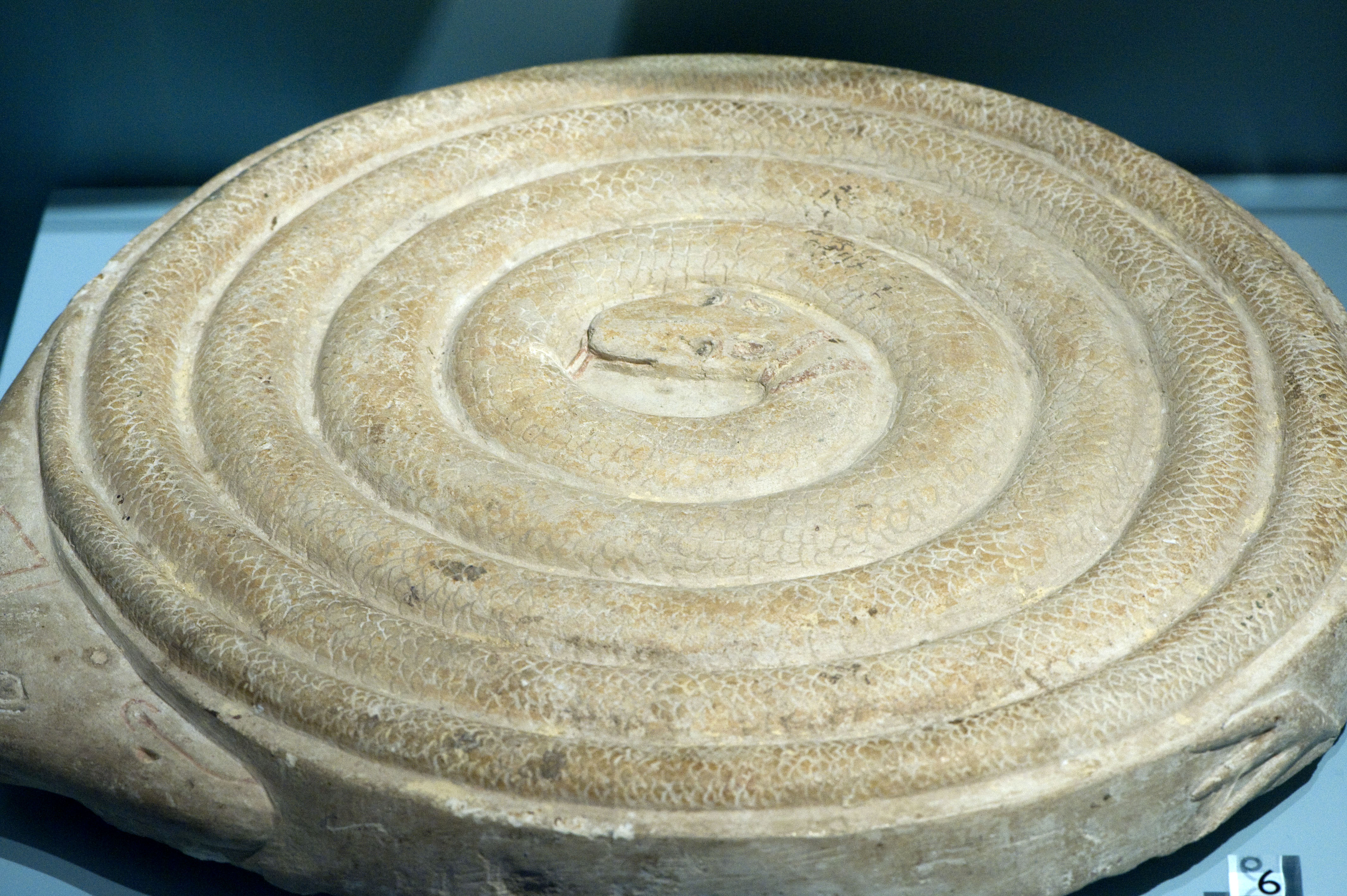
古代エジプトのMehen

また古代エジプトの遺跡からは、セネトのほかにメーヘンという神話的蛇神の形をしたボードを用いるゲームが発掘されている。

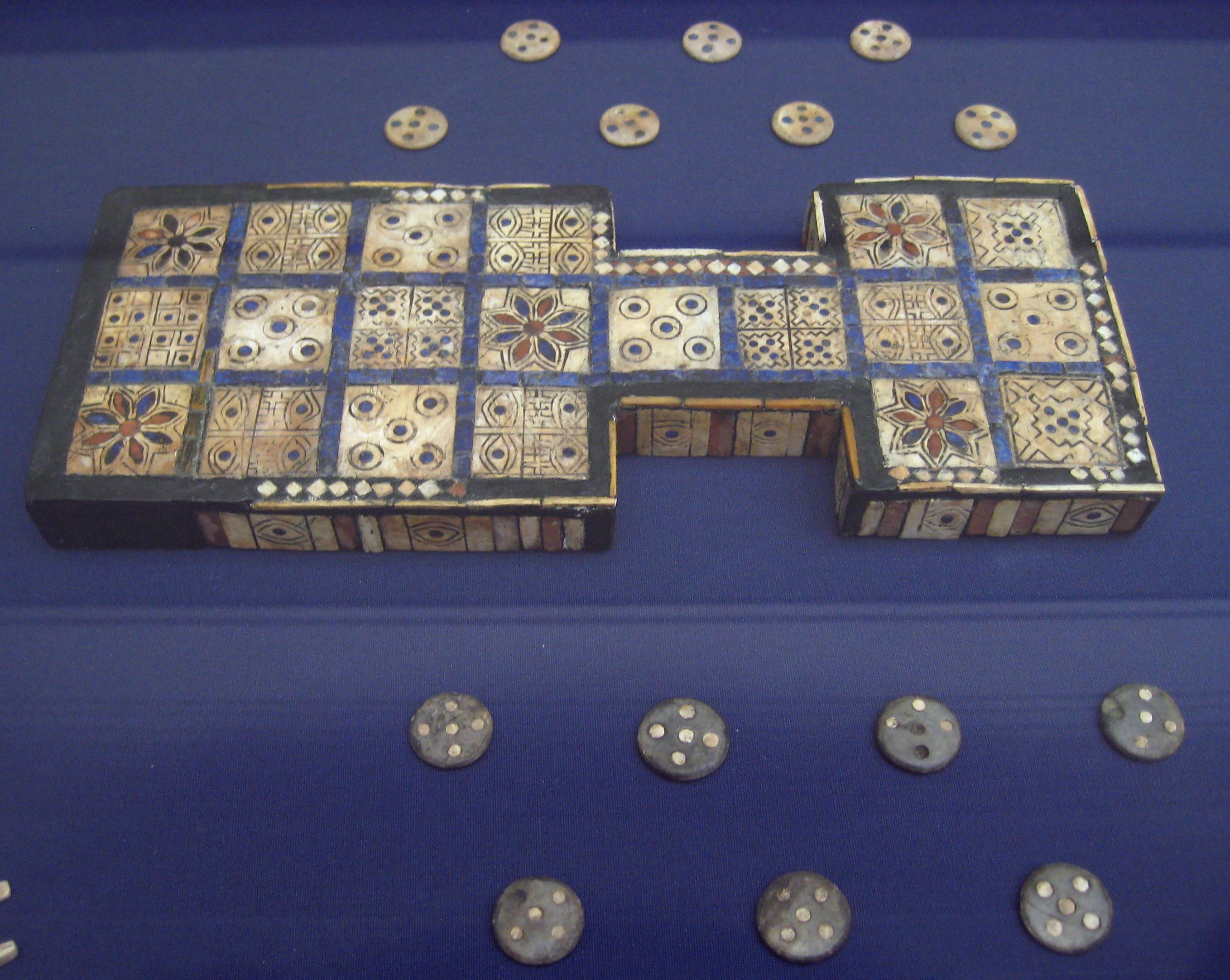
古代シュメールのウルの遺跡で見つかったウル王朝のゲーム。（紀元前2600年）

古代メソポタミアでは、紀元前2600年頃の都市国家ウル（現在のイラク南部にあたる場所にあった、人類史上最も古い部類の都市国家のひとつ）の遺跡から競走ゲームの「ウル王朝のゲーム」が発見されている。
アメリカ大陸で古くから遊ばれてきたのは競走ゲームのパトリである。パトリはアステカでプレイされていたが、それ以前のテオティワカンやマヤでも同様のゲームと思われる盤のあとが残る。このゲームはスペインによる征服によって姿を消したとされているが、プルックとの関連も指摘されている。
中東では10世紀頃にAlquerqueと呼ばれるゲームがプレイされており、これが各地で姿を変えてドラフツ（チェッカー）となったとされる。また、リバーシ（オセロ）はイギリス式チェッカーが発祥とも言われる。

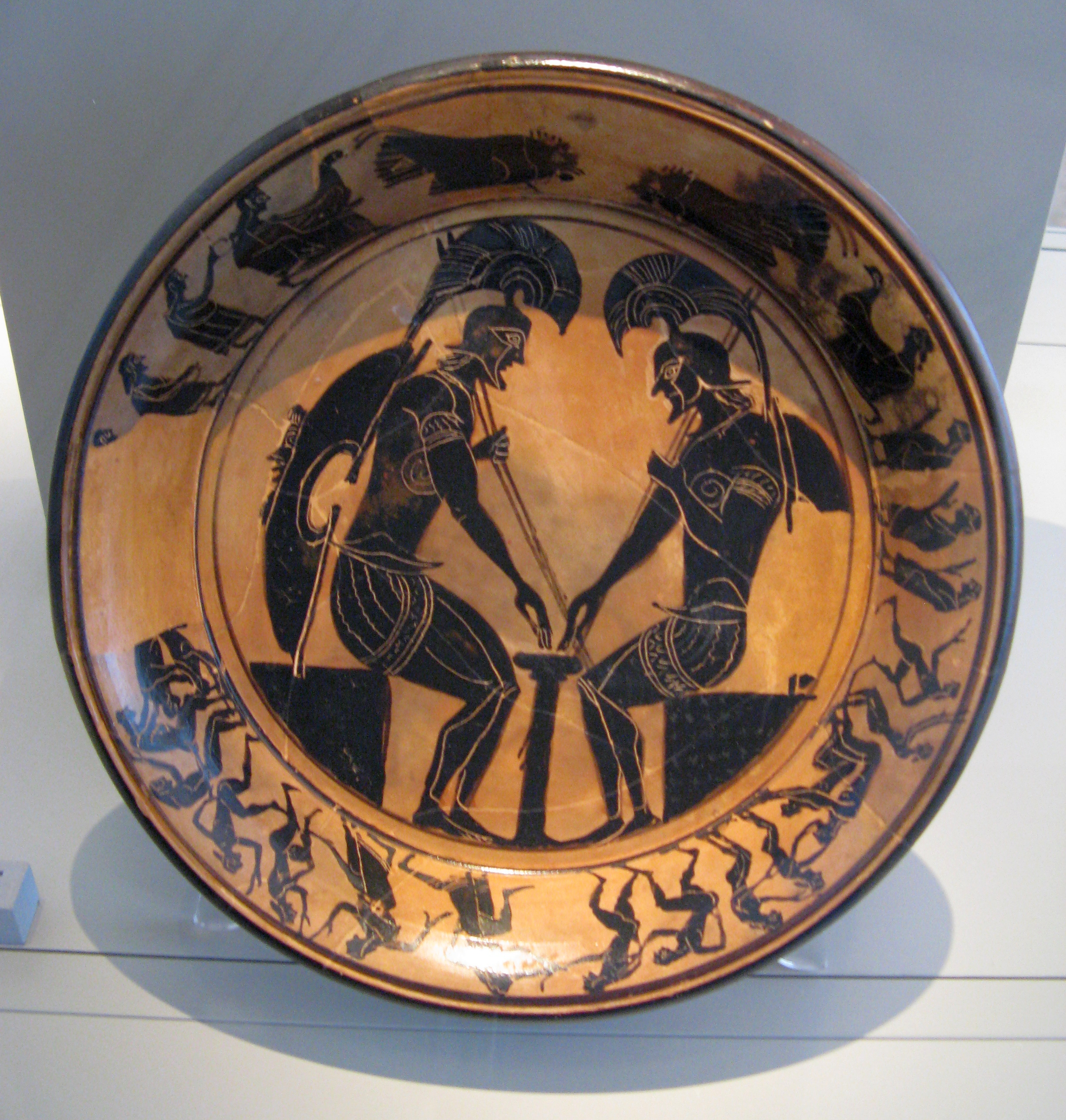
古代ギリシアのボードゲームをする兵士。（BC 520年）

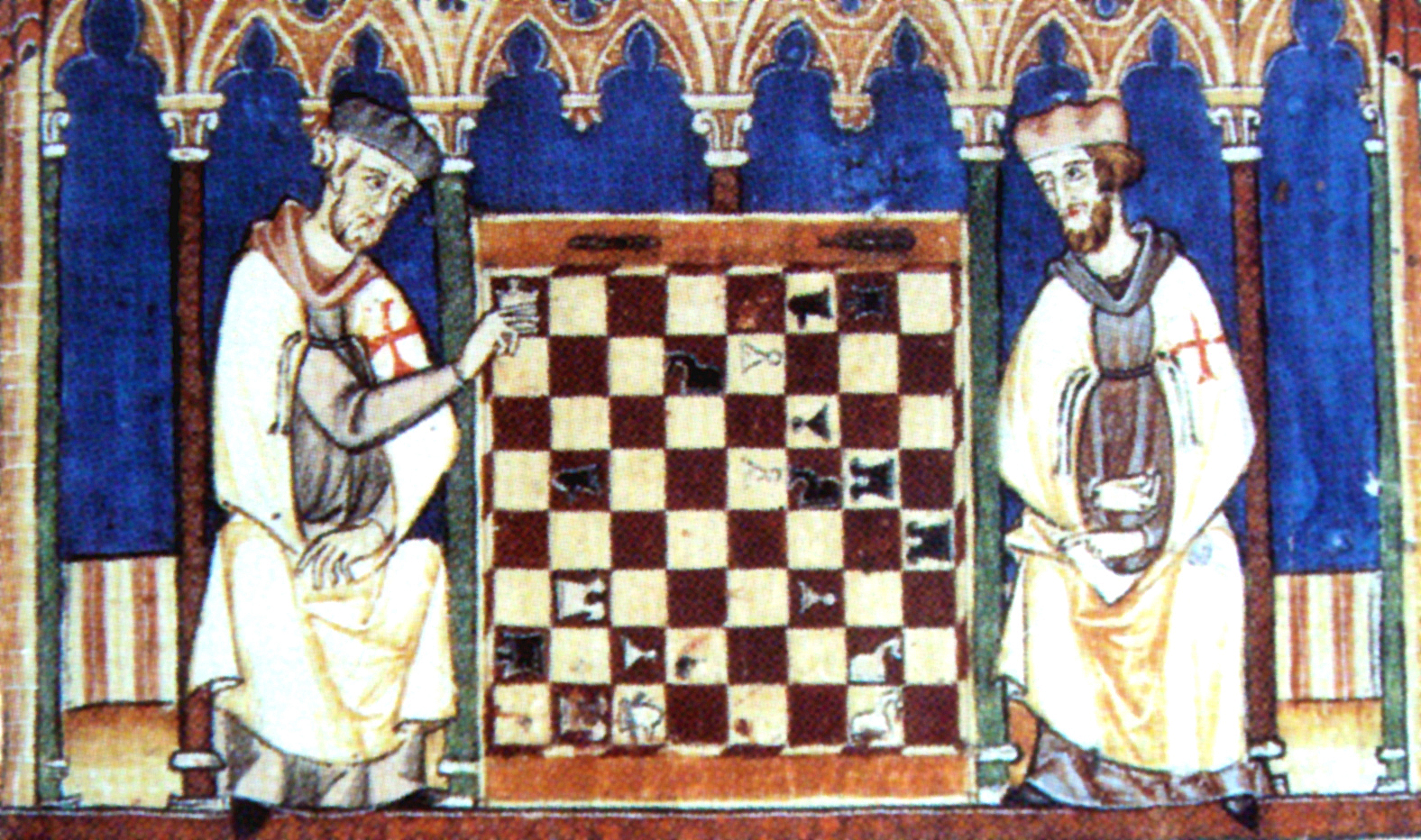
テンプル騎士団とチェス（1283年）

捕獲ゲームの初期のものとしては、古代インドのチャトランガがある。チャトランガは6世紀頃にはすでにあったとされており、チャトランガが世界各地に伝わって駒の種類等が変化していき、西欧のチェス、中国のシャンチー、日本の将棋などが成立したと考えられている。

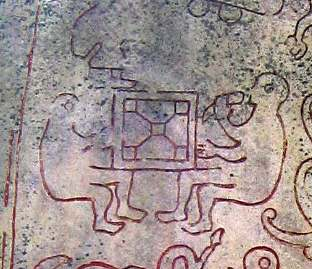
北欧の古いゲーム

北欧では、ヴァイキングの間で5世紀の初め頃からタフル（別名、ヴァイキングのゲーム）と呼ばれるゲームが遊ばれるようになった。これは、2人のプレイヤーが攻める側と逃げる側に分かれて、攻める側は相手の包囲、逃げる側は脱出を目指すという非対称のゲームである。のちにキツネをモチーフにするようになり、キツネとガチョウになったと考えられている。また、アイルランドではフィドヘルというゲームが伝承に残されており、プレイ方法は不明であるが、タフルのバリエーションの一つではないかともいわれている。

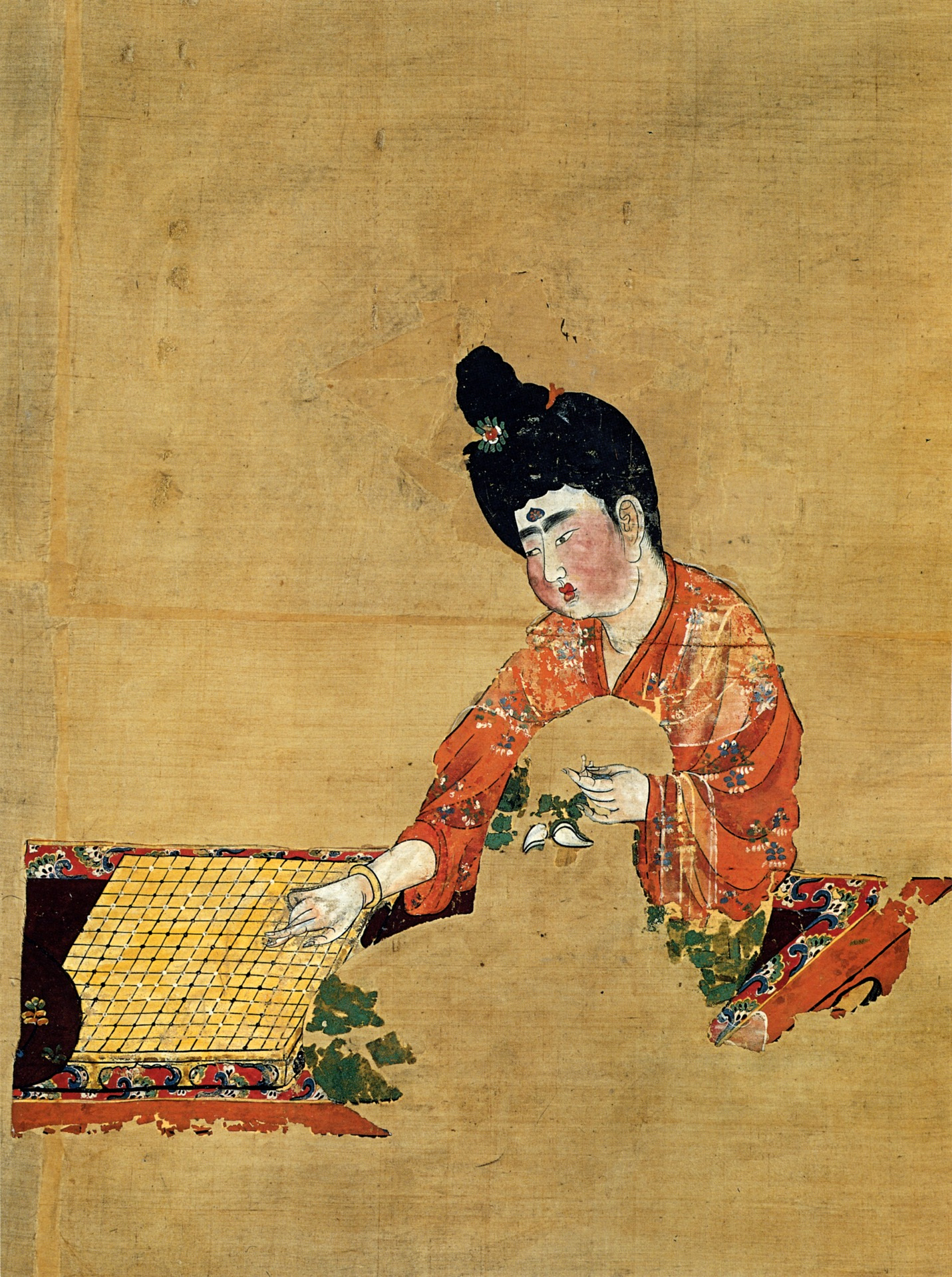
碁を打つ女性（744年）

古代中国では春秋時代（BC 770 - 403）に包囲ゲームの囲碁が生まれたと考えられている。囲碁用具を使った遊びの中から五目並べが生まれ、これを整備して連珠が作られた。また、オセロは囲碁が発祥との説もある。
こうして、いくつかの古代ゲームが各地で発展して様々な伝統ゲームが生まれていった。
20世紀に入ると、ボードゲームは新たな展開を見せる。軍事作戦や会社の経営などのできごとを盤上で細かく再現したモノポリーなどのシミュレーションゲームが盛んに遊ばれるようになった。その後は、いわゆるユーロゲームなど、従来の伝統ゲームの枠にとらわれないゲームが次々と考案されている。

## 伝統ゲーム
伝統ゲームと現代ゲームの区別は独占・排他的な考案・著作権やメーカー等による商標・頒布権の有無によると考えることが出来るが、19世紀台のものを明確に区別することは難しい。ここでは便宜上、19世紀末（1900年）までに誕生し、現在もプレイされているゲームを伝統ゲームとして列記する。すでにプレイされていないゲームは歴史の項を参照。
競走ゲーム
- すごろく
- 蛇と梯子（インド式すごろく。生まれた時代は不明。19世紀にイギリスへ伝わり世界に広まった）
- パチーシ （バックギャモンに類似したインドのゲーム。後に米国で「en:Parcheesi」となる）
- バックギャモン（タブラに基づいて17世紀頃にイギリスで考案。その後、1920年にアメリカでダブリングキューブが導入されて現在の形になった）
- ユンノリ（朝鮮半島のボードゲーム。4つの駒をゴールまで到達させれば勝ちとなるが、その過程で相手の駒を捕獲したりすることもできる）
- ハルマ （1883年か1884年にアメリカで考案。自分の駒を相手よりも先にすべて移動すれば勝ちとなるが、他の競走ゲームとは異なりサイコロを使わない。en:Chinese checkers、ダイヤモンドゲームの原型）

捕獲ゲーム
- プルック（ブル (英語版)。アメリカ大陸先住民族がプレイしているボードゲーム。ゲームの存在に関する最初の報告は1902-1903年だが、それより前から存在した。サイコロを使用して駒を動かして相手の駒を捕獲する）
- ドラフツ（相手の駒を飛び越えることで捕獲できる。バリエーションとしてイギリスのチェッカーが有名）
- チェス（インドのチャトランガが、ペルシャに伝わり、いくつかの経路で9世紀にはヨーロッパに伝わり、西暦1000年ころには全ヨーロッパに広がり、1200年ころからルールの改変が行われた。1475年ころにはおおむね現在のチェスのルールになったらしい[3]）
- シャンチー（チャトランガが中国で変化したもの。将が九宮と呼ばれる領域から出られない点に特徴がある）
- チャンギ（シャンチーが朝鮮で変化したもの）
- チュンジー（シャンチーが沖縄で変化したもの）
- 将棋（チャトランガが日本で変化したもの。捕獲した相手の駒を自分の持ち駒として使用できる点に特徴がある。中将棋など古将棋と呼ばれるバリエーションがある。北陸地方では将棋から発展してごいたというタイルゲームもプレイされている）
- 軍人将棋（日本のゲームだが、中国には軍棋という名前で従前から類似のゲームがある。駒が伏せられており、完全情報ゲームではないことに特徴があるボードゲーム。相手の駒を捕獲しつつゲームを進め、相手の総司令部を占領すれば勝ちとなる）

包囲ゲーム
- キツネのゲーム（北欧、14世紀以前。Taflが発展したものと考えられている。Halatafl（キツネの尻尾）、キツネとイヌなど様々なバリエーションがあるが、現在最も有名なのはキツネとガチョウである。2人のプレイヤーがそれぞれキツネとガチョウを担当し、キツネはガチョウの捕獲、ガチョウはキツネの包囲を目指す）
- 十六むさし（日本のボードゲーム。キツネとガチョウと同じように親と子に分かれてプレイする非対称なゲームである。親は子を挟んで捕獲し、子は親を包囲することを目指す）
- 囲碁（古代中国が発祥であり、日本を含めた東アジア全体で細かいルールが少しずつ整備されてきた）
- リバーシ（イギリス発祥でオセロとほぼ同様のゲーム。リバーシは19世紀以前からプレイされていたが、オセロという名前は20世紀に日本で命名された）

配列ゲーム
- 五目並べ（囲碁用具を使用して18世紀以前からプレイされていた。19世紀に日本でルールが整備され、連珠となった）
- ナイン・メンズ・モリス（古代ローマ時代に生まれたと考えられ、中世イングランドで流行）

マンカラ
- オワリ（ガーナを中心にアフリカで最も普及しているマンカラ系ゲーム）
- スンカ（英語版）（東南アジアのマンカラ系ゲーム）

フリック系（デクステリティー系）
- カロム（インドで発祥した後、地球規模で普及、世界で最も遊ばれているボードゲーム）
- クロキノール（カナダを中心に遊ばれている）

## 現代ゲーム
便宜上、ここでは20世紀以降（1901年以降）に考案されたものを挙げる（考案者名、考案年、発祥国が明らかな場合、括弧内にできるだけ示す）。

### ア行
- アイルオブスカイ
- アーカムホラー
- アグリコラ（Uwe Rosenberg考案、独Lookout Games社より2007年発売）
- アクワイア（Sid Sackson考案、米3M社より1962年発売）
- アズール
- 穴掘りモグラ、モグラカンパニー（1995年、ベルトラム・カエスとヴァージニア・チャーベス考案、ドイツ）
- アバロン（1987年、 Michel LaletとLaurent Léviが考案）
- アフリカ
- アベ・カエサル（Wolfgang Riedesser考案、独Pro Ludo社より1989年発売）
- アムレット
- アリマア（2002年にOmar Syed考案）
- アルナック
- アルハンブラ
- アンダーカバー、アンダーカバー2
- イースター島
- イスタンブール
- 1号線で行こう（Stefan Dorra考案、ドイツ、1995年発売）
- 1856
- インカの黄金
- インテリーゲ
- ヴィラパレッティ（Zoch Verlag考案、2001年発売）
- ウイングスパン（Elizabeth Hargrave考案、Stonemaier Games社より2019年発売）
- ウサギとハリネズミ
- ウボンゴ
- ウミガメの島
- エアラインズ
- エルフェンランド
- エントデッカー、ニューエントデッカー
- 王と枢機卿
- 王への請願
- オールザウェイホーム
- 億万長者ゲーム
- オセロ、リバーシ
- おばけキャッチ
- おばけ屋敷ゲーム
- オルレアン

### カ行
- ガイスター、ファンタスミ（Alex Randolph考案、1982年発売）
- 海戦ゲーム
- カタンの開拓者たち（クラウス・トイバー考案、独Kosmos社より1995年発売）
- カピトール
- カヤナック
- カラハ（20世紀に欧米で流行したマンカラ）
- カラバンデ
- カルカソンヌ（Klaus-Jürgen Wred考案、独Hans im Glück Verlag社より2000年発売）
- カルタヘナ
- 貴族の務め
- キャメルアップ
- キャントストップ
- 魚雷戦ゲーム
- キングダムビルダー
- クラウン
- グリード
- クルード
- グローカルヘキサイト
- ケーブマンカーリング
- 原始スープ
- コズミック・エンカウンター
- ごいた

### サ行
- ザーガランド
- サタスペボードゲーム 大大阪
- サッカーチェス
- ザップ・ゼラップ
- 砂漠を越えて
- サムライ
- サンクトペテルブルク
- シークエンス
- ジェンガ
- ジャストワン
- シャーク
- ジャワ
- ジャンクション
- 人生ゲーム（1960年、米国。その後、バリエーション多数）
- すしごー
- スクラブル（1938年 Alfred Mosher Butts考案。米国）
- スコットランドヤード
- ストラテゴ（英語版）（20世紀初頭の西洋軍人将棋）
- ストーンエイジ
- 世界の七不思議
- 戦国武将ゲーム

### タ行
- 大聖堂
- タージマハール
- たった今考えたプロポーズの言葉を君に捧ぐよ。
- ダブルナイン
- タロ
- チクタクバンバン
- チグリス・ユーフラテス
- チケット・トゥ・ライド
- チャオチャオ
- ツイスター
- ツイクスト
- 冷たい料理の熱い戦い
- ティカル
- テイク・イット・イージー
- ディプロマシー
- テラ〜わたしたちの地球〜
- テラフォーミングマーズ
- テラミスティカ
- テレストレーション
- 天下鳴動
- テンペスト
- どきどきワクワク相性チェックゲーム
- ドミニオン
- トランスアメリカ
- ドラダ
- ドルンター&ドリューバー
- トレインレイダー

### ナ行
- ナッシュ
- 汝は人狼なりや?
- ノートルダム

### ハ行
- バウザック（ドイツ語版）
- パッチワーク（Uwe Rosenberg考案、独Lookout Games社より2014年発売）
- バラージ
- バルバロッサ（一部では粘土ゲームとも呼ばれる）
- バロンポテトの晩餐会
- パンデミック
- ピクショナリー
- ピクチャーズ
- ヒストリー・オブ・ザ・ワールド
- ヒューゴ、ミッドナイトパーティー
- フィーア
- フィフティーンダイス
- フィレンツェの匠
- プエルトリコ
- プエブロ
- ブラフ
- ブルームサービス
- ブロックス
- ベガス
- ヘキセンレンネン
- ヘックス
- 宝石の煌き

### マ行
- マスターマインド
- 街コロ[4]
  - 街コロ通
- マルコポーロの旅路
- マンハッタン
- ミシシッピ・クィーン
- ミスターダイアモンド
- ミリオンダイス
- ミリオンヒットメーカー
- メディチ
- モダンアート
- モノポリー（20世紀初頭、米国）
- モンバサ

### ヤ行
- 野球盤（第二次世界大戦前。日本）
- 郵便馬車（2006年、ドイツ）
- 指輪物語

### ラ行
- ラー
- ラックオー
- ラビリンス（英語版）
- ラミーキューブ
- リスク（Albert Lamorisse考案、仏Miro Company社より1957年発売）
- ルクソール
- レーベンヘルツ
- レジスタ・サッカーゲーム
- レディーファースト
- ロジカル真王
- ロストシティ

### ワ行
- ワルモノ2
- ワイナリーの四季（Jamey StegmaierとAlan Stone考案、Stonemaier Games社より2013年発売）